# Thamsanqa Mkhize
Thamsanqa Innocent Mkhize (sinh ngày in 18 tháng 8 năm 1988), là một cầu thủ bóng đá người Nam Phi thi đấu cho Cape Town City và đội tuyển quốc gia Nam Phi.